# The Curve (film)
The Curve (ook bekend als Dead Man's Curve) is een Amerikaanse thriller uit 1998 onder regie van Dan Rosen. 

## Verhaal
Christopher Mason richt zich reeds jaren op slechts één enkel doel – afstuderen aan de prestigieuze Harvard University – maar gedurende het laatste semester blijken zijn resultaten onvoldoende en komt hij terecht op de geduchte wachtlijst. Naast het studeren brengt Chris veel tijd door met zijn rumoerige kamergenoten Tim en Rand, waarbij het onstuimige drietal de boel op de campus veelvuldig op stelten jaagt. De Canadese Natalie vertrouwt de Amerikaanse Emma toe dat ze per abuis zwanger is geraakt, maar durft het nog ongeboren ongeluk niet aan haar vriend Rand op te biechten. Op een uitbundig schoolfeest confronteert de naïeve gaststudente haar vriend tijdens een boers bierspel met het blije nieuws, maar in plaats van bijval stuit de roomse blondine op een scheldkanonnade voor de ogen van haar vrienden.
Zonder weten van zijn vriendin Emma wil Chris met Tim gebruikmaken van een speciale clausule uit de statuten: indien een student zelfmoord pleegt, krijgen de kamergenoten automatisch straight A's voor het semester. Op een nabijgelegen veld brengen de vrienden met overvloedige alcohol een dronken toost uit op het leven, maar Rand's fles bevat rattengif en bezorgt hem een val in de afgrond en een voortijdig einde aan zijn veelbelovende bestaan. Mr. Alexander, hoofd van de universiteit, wijst de treurende achterblijvers op de bevrijdende bepaling en schuift Dr. Ashley naar voren als de psychologe die hen moet ondersteunen bij het verwerken van een tragisch verlies. Natalie heeft genoeg van het getreiter van haar zogenaamde vrienden en neemt afscheid voor een definitieve terugkeer naar Canada, maar achtervolgt in werkelijkheid doelbewust haar verloren vriend de afgrond in.
Chris houdt zich weliswaar strikt aan het zwijgverbond, maar krijgt onderwijl last van gewetenswroeging, terwijl Tim tegen iedereen zijn vermoedens uit dat zijn kamergenoot meer op zijn kerfstok heeft dan hij zijn heerlijke vriendin, het hoofd van de universiteit en de psychologe vertelt. Detectives Shipper en Amato ontvangen back-up van beveiligingsagent Ernie, maar doorzien in hun onderzoek niet dat Tim ook de speurende autoriteiten eenvoudig om de tuin leidt. Tim voert Emma onder toezicht van de barvrouw dronken en laat Chris vervolgens vanuit de kledingkast toekijken hoe zijn vriendin fysiek met hem tekeergaat, waardoor hun gezonde relatie schielijk op de klippen dreigt te lopen. Met een listig spel wil Tim zijn roommate de moord in de schoenen schuiven, maar Chris trekt de stoute schoenen aan en begeeft zich in een complot waarin een ongevonden lijk aanzienlijke schade kan berokkenen.

## Rolverdeling
| Acteur              | Personage                 |
| ------------------- | ------------------------- |
| Michael Vartan      | Christopher "Chris" Mason |
| Matthew Lillard     | Tim                       |
| Randall Batinkoff   | Rand                      |
| Keri Russell        | Emma                      |
| Tamara Craig Thomas | Natalie                   |
| Dana Delany         | Dr. Ashley                |
| Henry Strozier      | Mr. Alexander             |
| Anthony Griffith    | detective Shipper         |
| Bo Dietl            | detective Amato           |
| Kevin Ruf           | Ernie                     |
| Ben Livingston      | Jimmy (feest)             |
| Kris McGaha         | Renee                     |
| Bernard Rosen       | Mr. Ashley                |
| Cheryl Goode        | barvrouw                  |